# Mexico (Indiana)
Mexico és una concentració de població designada pel cens dels Estats Units a l'estat d'Indiana. Segons el cens del 2006 tenia 984 habitants.

## Demografia
Segons el cens del 2000, Mexico tenia 984 habitants, 402 habitatges, i 297 famílies. La densitat de població era de 69,3 habitants/km².
Dels 402 habitatges en un 29,4% hi vivien nens de menys de 18 anys, en un 62,7% hi vivien parelles casades, en un 8,5% dones solteres, i en un 26,1% no eren unitats familiars. En el 22,1% dels habitatges hi vivien persones soles el 8,7% de les quals corresponia a persones de 65 anys o més que vivien soles. El nombre mitjà de persones vivint en cada habitatge era de 2,45 i el nombre mitjà de persones que vivien en cada família era de 2,86.
Per edats la població es repartia de la següent manera: un 21,1% tenia menys de 18 anys, un 8,5% entre 18 i 24, un 27% entre 25 i 44, un 28,4% de 45 a 60 i un 14,9% 65 anys o més.
L'edat mediana era de 42 anys. Per cada 100 dones de 18 o més anys hi havia 97,5 homes.
La renda mediana per habitatge era de 49.234$ i la renda mediana per família de 55.776$. Els homes tenien una renda mediana de 37.778$ mentre que les dones 26.389$. La renda per capita de la població era de 19.150$. Entorn del 2,9% de les famílies i el 5,1% de la població estaven per davall del llindar de pobresa.

## Poblacions més properes
El següent diagrama mostra les poblacions més properes.